# 久米幸太郎
久米 幸太郎（くめ こうたろう）は越後国新発田藩藩士である。史上2番目に長い年月を掛けて仇討ちをした人物。

## 概要
文化14年(1817年)12月、家中屋敷の竹町の中西宅に数人が招かれ、将棋を楽しんだ後の酒席で、滝沢休右衛門は久米弥五兵衛を斬殺して逃走した。弥五兵衛の遺族は妻、娘、長男の幸太郎（7歳）、弟盛次郎（5歳）の4人であったが、藩は年に30俵の米を与えて生活を助けた。
文政11年(1828年)5月、幸太郎18歳、盛次郎15歳の時、10代藩主溝口直諒候にお目見えして直々に刀一腰と金20両を賜り、本懐を遂げるよう激励を受けて、久米兄弟は同行を許された板倉留六郎と共に仇討ちの旅に出た。安政4年(1857年)10月、途中一行の三人は、別々に別れて仇敵を探すこととなったが、偶然のことから滝沢が仙台領石巻近郊の寺の僧侶となって潜んでいることが分った。いちはやくこの事を知った幸太郎は、直ちに現地に急行し、湊村梅渓寺近くで本懐を遂げた。その時弥五兵衛が殺害されてから41年もの時が過ぎ、幸太郎は47歳、仇敵滝沢は82歳となっていた。

## 参考資料
資料
『城下町しばた』北方文化博物館発行

## 扱った作品
小説
滝口康彦 『くらやみ無限』 (「権謀の裏」収録：新人物往来社、後に新潮文庫)